# Friedrich Ludwig Persius

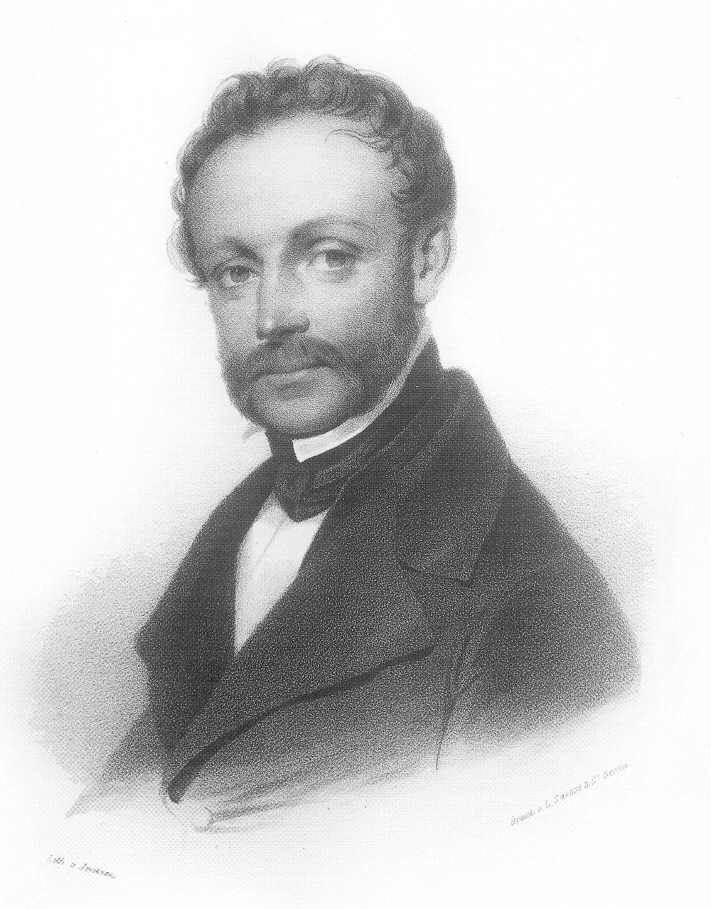
Ludwig Persius in 1840

Friedrich Ludwig Persius (Potsdam, 15 februari 1803 - aldaar, 12 juli 1845) was een Pruisische architect en leerling van Karl Friedrich Schinkel. Persius assisteerde Schinkel onder andere bij de bouw van het Slot Charlottenhof en de Romeinse badhuizen in het park Sanssouci in Potsdam. 
Andere projecten waarbij hij was betrokken waren de bouw van de Grote Fontein, de Friedenskirche, de Orangerie en de uitzichtstoren op de Ruinenberg tegenover slot Sanssouci. 
- Bibliothèque nationale de France: cb160881941 (data)
- Catàleg d'autoritats de noms i títols de Catalunya: 981058520855206706
- Gemeinsame Normdatei: 118592823
- International Standard Name Identifier: 0000 0001 0964 2251
- Library of Congress Control Number: n85208356
- Nationale Bibliotheek van Israël: 987007434059205171
- Nederlandse Thesaurus van Auteursnamen: 071421742
- Réseau des bibliothèques de Suisse occidentale: 02-A003684471
- Système universitaire de documentation: 076939723
- Union List of Artist Names: 500109325
- Virtual International Authority File: 35249088
- WorldCat: E39PBJdMfKKTBfvH4FPPXQv8md